# Upsherin

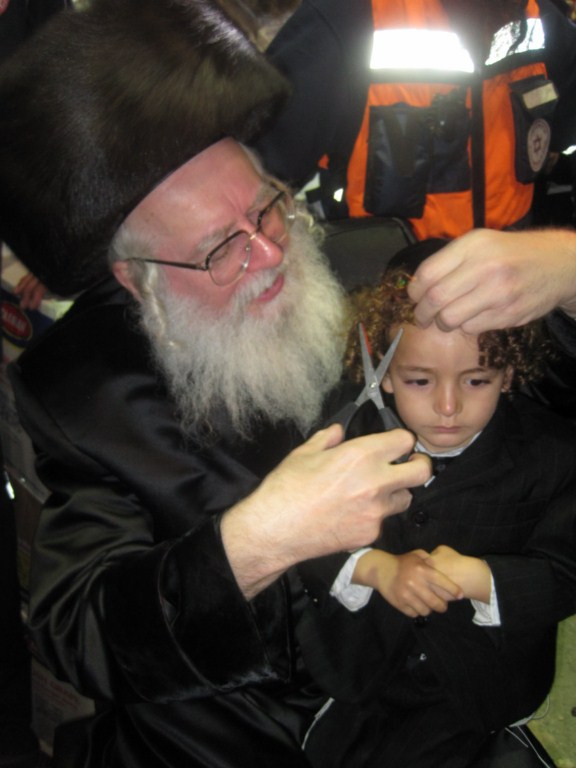

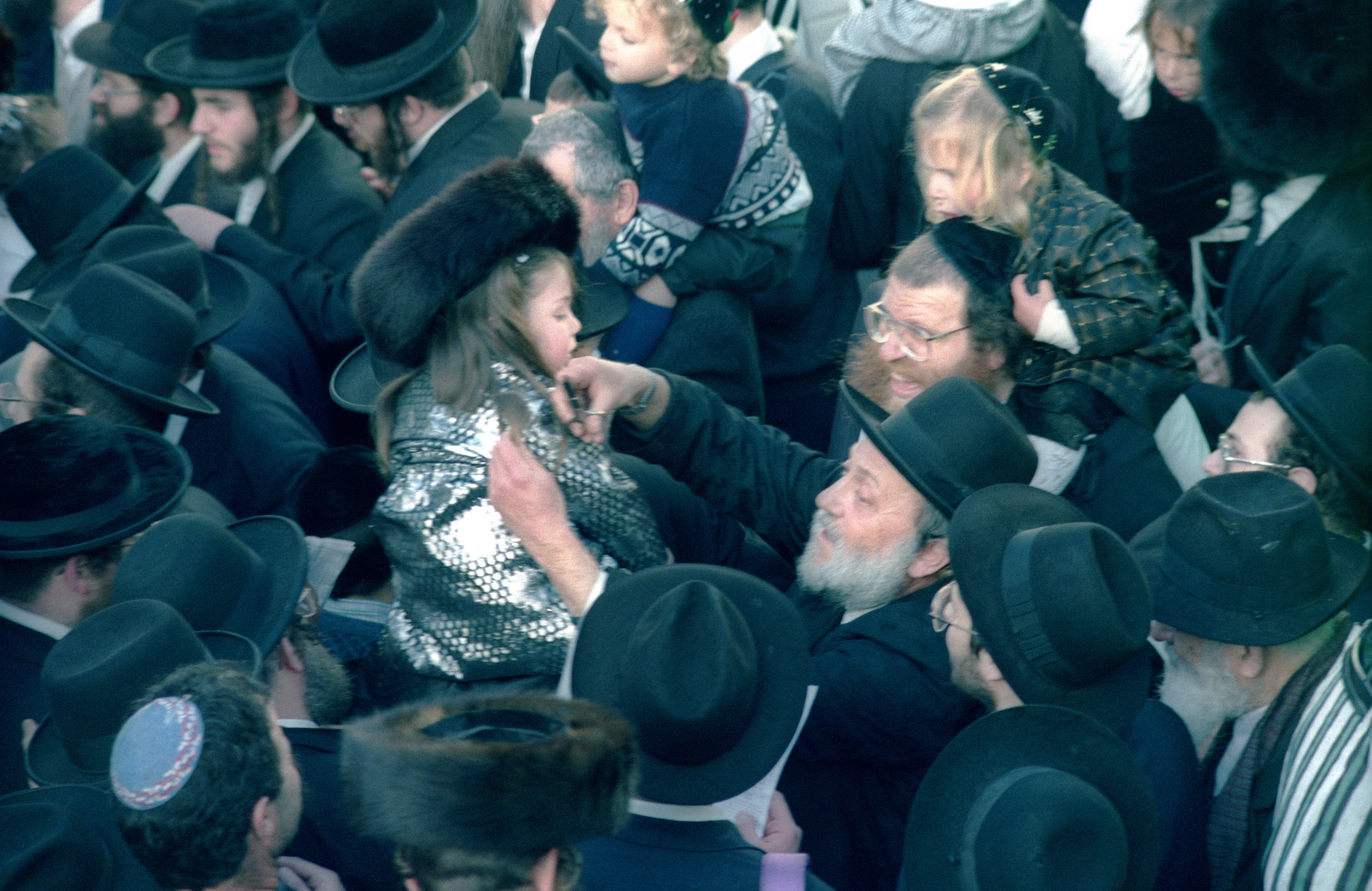
Upsherin, 1992

Upsherin (en ídix: אפשערן, Upsherin) (en hebreu: חַלַקָה, en escriptura no vocalitzada הלקה Halaqà) és una cerimònia d'origen cabalístic que consisteix a tallar els cabells d'un nen jueu per primera vegada als 3 anys.
El tercer aniversari, és una etapa important en la vida d'un nen jueu, ja que aleshores pot començar a aprendre la Torà, i a portar la quipà i les tsitsit.

## Costums
Els jueus hassídics comunament porten a terme la cerimònia de l’upsherin, en complir el nen 3 anys. A vegades el cabell que és tallat, és pesat i es dona la quantitat equivalent del seu pes en or o en plata com a caritat. Altres costums són que cada persona que atén a la cerimònia talla un floc de cabells al nen, i li dona una moneda per caritat. De vegades el nen canta una cançó en hebreu, basada en el verset bíblic Torà tzivà lanu Moixè (« Moisès ens ha prescrit la Torà, com a herència de la comunitat de Jacob»)

## Origen
A la Bíblia, la vida humana és comparada de vegades amb el creixement dels arbres, segons la Torà, està prohibit menjar la fruita d'un arbre durant els seus tres primers anys de vida, per això s'acostuma a no tallar el cabell d'un nen, fins que té 3 anys de vida, comparant-lo simbòlicament amb un arbre, amb l'esperança que igual que un arbre, que creix alt i fort i dona fruits, el nen creixi en saviesa i bones accions, i si יהוה vol, tingui una familia.
A Israel, és comú que el upsherin es dugui a terme durant la festa de Lag ba-Ómer a Merom, un poblat de Galilea, a l'aniversari de la mort del Rabí Ximon bar Yohaï, autor del llibre cabalistic el Zohar, és possible que l'origen del costum es remunti al segle xvi.